# Tityus dedoslargos
Tityus dedoslargos is een schorpioenensoort uit de familie Buthidae die voorkomt in Midden-Amerika. Tityus dedoslargos is 6 tot 9 cm groot.
Het verspreidingsgebied van Tityus dedoslargos omvat zuidelijk Costa Rica, waar de soort voorkomt in de Pacifische regenwouden van het stroomgebied van de Río El General. Tityus dedoslargos houdt zich ’s nachts op in bomen op zoek naar prooidieren.